# 姚兆楠
姚兆楠（1995年8月27日—），山东省蓬莱市人，是一名中国男子射击运动员，主攻手枪项目。

## 战绩
姚兆楠于2007年开始接触25米快射手枪的训练。2014年，他加入中国人民解放军广州军区射击队，开始代表解放军参赛。2017年，他在天津全运上获得男子25米快射第五名。
2018年，他凭借全国比赛两站赛事的冠军入选亚运25米快射手枪阵容，并最终在2018年亚运会正赛中以1中之差涉险获得冠军（34中）。2019年10月19日，他与金泳德和高铮组队，参加武汉军运会男子25米中心发火手枪团体比赛，并以1744环的总成绩获得金牌，这也是中国代表团在该届军运会上的首枚金牌。同月，姚兆楠还在加赛中获得男子25米中心发火手枪个人银牌。